# Bremswegabstand
Der Bremswegabstand ist im Bahnbetrieb der Abstand, in dem in der Regel Vorsignal und Hauptsignal an einer Bahnstrecke voneinander entfernt stehen. Dieser Abstand entspricht dem Bremsweg eines Zuges, welcher erreicht wird, wenn eine sogenannte Betriebsbremsung ausgeführt wird (der Schnellbremsweg ist kürzer). 
Erhält ein Lokführer an einem Vorsignal einen Begriff, der eine Geschwindigkeitsverminderung oder das Anhalten beim zugehörigen Hauptsignal anzeigt, muss er sofort eine Bremsung einleiten, um innerhalb einer festgelegten Wegstrecke den Zug entweder auf die vorgeschriebene Geschwindigkeit herunterzubremsen oder diesen vor dem Halt zeigenden Hauptsignal zum Stillstand zu bringen.

## Bremswegabstände in Deutschland
Die in Deutschland für den Bahnbetrieb gültigen Gesetze und Verordnungen wie das Allgemeines Eisenbahngesetz, die Eisenbahn-Bau- und Betriebsordnung und die Eisenbahn-Signalordnung sowie Richtlinien von Infrastrukturunternehmen wie z. B. Ril 408 – Fahrdienstvorschrift der DB Netz AG sowie Ril 301 – Signalbuch der Deutschen Bahn AG kennen für diesen Abstand unterschiedliche Geschwindigkeiten und Entfernungen. Diese differieren in der Regel zwischen 1000 Metern für Hauptbahnen und 400 Metern für Nebenbahnen bei entsprechender Verminderung der zulässigen Höchstgeschwindigkeit für letztere. Bei ungünstigen Streckenverhältnissen, wie starkem  Gefälle oder eingeschränkter Signalsicht durch Kurven, Bebauung, Vegetation o. Ä., kann der Vorsignalabstand größer als der Regelabstand sein. Die Länge des abweichenden Abstandes wird in den Vorbemerkungen zum Buchfahrplan gesondert vermerkt. 

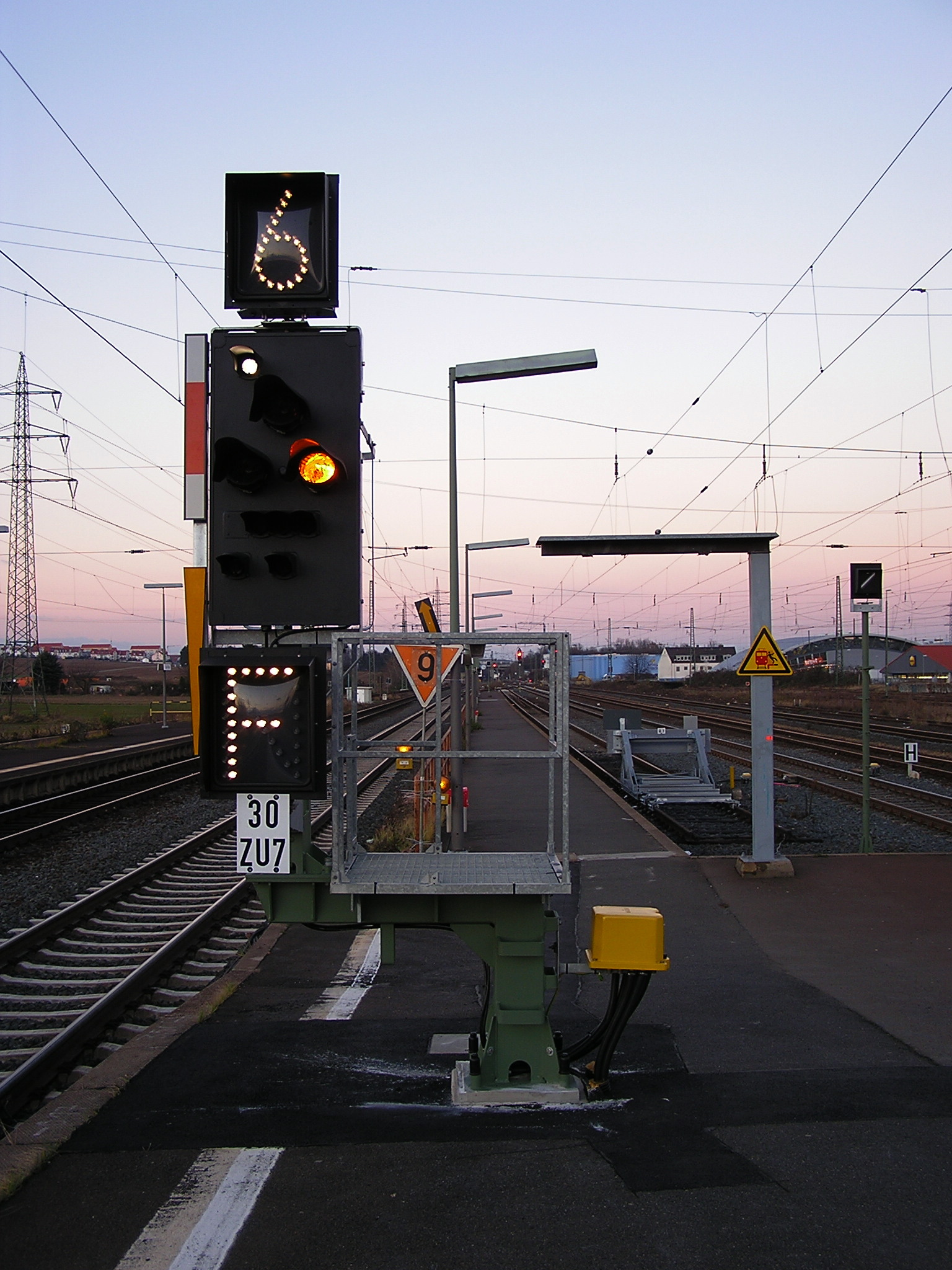
Ein Ks-Signal, das – wie am weißen Zusatzlicht zu erkennen – im verkürzten Bremswegabstand steht.

In Deutschland darf bei 1000 m Bremswegabstand das Vorsignal in der Regel in einem Abstand von 950 bis 1500 m vor dem Hauptsignal stehen, bei 700 m Bremswegabstand zwischen 665 und 1050 m und bei 400 m Bremswegabstand zwischen 380 m und 600 m. Wird der kleinste Abstand unterschritten, steht das Vorsignal in einem um mehr als 5 % verkürzten Bremswegabstand der Strecke. Einzeln stehende Lichtvorsignale, Vorsignale am Mast eines Hauptsignals und Ks-Hauptsignale mit Vorsignalfunktion verfügen dann über ein weißes Zusatzlicht, welches den Triebfahrzeugführer über diese Abstandsunterschreitung informiert. Formvorsignale verfügen über der Vorsignaltafel über ein weißes Dreieck mit schwarzem Rand. Im Bereich der ehemaligen Deutschen Reichsbahn können Formvorsignale und Vorsignale des Hl-Signalsystems in diesem Fall eine Vorsignaltafel besitzen, deren Winkelspitzen durch einen schwarzen Ring verdeckt sind. Steht das Überwachungssignal eines Bahnübergangs in einem um mehr als 5 % verkürzten Bremswegabstand der Strecke vor dem Bahnübergang, so wird dieses mit einem weißen Dreieck mit schwarzem Rand an der Rautentafel (Bü 2) und am Überwachungssignal gekennzeichnet. 
Bei Zügen mit höherer Geschwindigkeit als 160 km/h verliert der Bremswegabstand an Bedeutung. An Stelle von ortsfesten Lichtsignalen erfolgt die Signalisierung per Führerstandssignalisierung, beispielsweise über das Driver Machine Interface von ETCS oder der Linienförmigen Zugbeeinflussung. Im Betrieb mit ETCS werden Bremseinsatzpunkte über ETCS-Bremskurven anhand einer Reihe von Fahrzeug- und Infrastrukturdaten berechnet. Fahrterlaubnisse können dabei über praktisch beliebige viele Zugfolgeabschnitte hinweg erteilt und nahezu beliebig kurze Abschnitte gebildet werden.
Im Bereich der BOStrab, gültig zum Beispiel für alle deutschen U-Bahnen, Straßenbahnen und Stadtbahnen abseits der Eisenbahngleise, gelten besondere systemspezifische Bremswege.